# حسینیه امام خمینی

حسینیه امام خمینی، حسینیه‌ای است در تهران واقع در مجاورت بیت رهبری در محله آذربایجان که محل برگزاری برخی از مراسمات حکومتی و مذهبی ایران و ملاقات‌های حضوری با رهبر جمهوری اسلامی است.

## تاریخچه

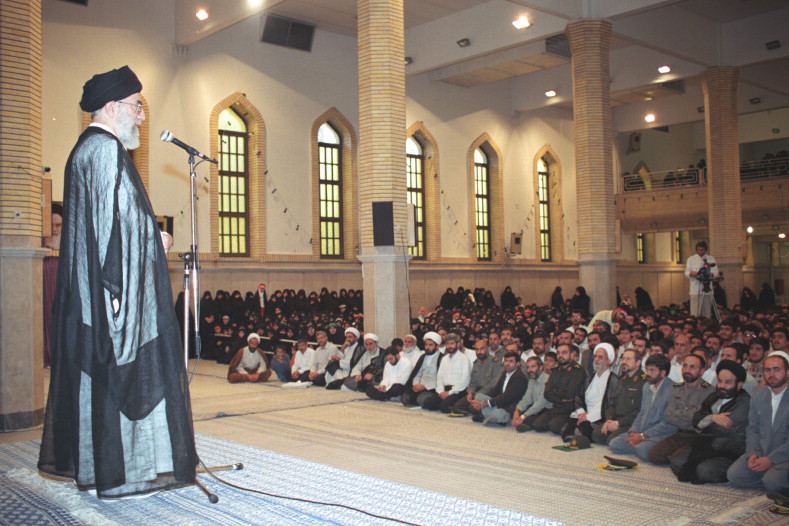
دیدار دانشجویان و دانش‌آموزان بسیجی «طرح ولایت» با سید علی خامنه‌ای - سال ۱۳۷۸

حسینیه امام خمینی حسینیه‌ای در مجموعه بیت رهبری است که بلافاصله پس از معرفی سید علی خامنه‌ای به عنوان رهبر کشور، در سال ۱۳۶۸ و در محلهٔ آذربایجان واقع در خیابان پاستور احداث و راه‌اندازی شد. این مکان، برای اجرای سخنرانی‌های مهم رهبر جمهوری اسلامی و مداحی و مرثیه‌سرائی در مراسمات مذهبی طراحی شد.